# Carles Macià i Vives
Carles Macià i Vives (Barcelona, 1921-16 de juliol de 2021) fou un escriptor i professor mercantil català.
Es va fer conegut el 1962 quan guanyà el premi Joan Santamaria amb Tant o més que a viure. Dos anys després, el 1964, guanyaria el Premi Joaquim Ruyra de narrativa juvenil amb Un paracaigudes sobre la vall Ferrera, Posteriorment ha publicat altres obres, com La nostra terra de cada dia (1964), amb la qual va guanyar el premi Víctor Català de 1963. Va ser col·laborador de la primera etapa de Cavall Fort.